# Augusto Vicinelli
Augusto Vicinelli (Bologna, 1888 – Milano, 1965) è stato un critico letterario e giornalista italiano.

## Biografia
Laureato in lettere all'Università di Bologna nel 1919 con una tesi su "Bologna nelle sue relazioni con Papato e l'Impero", pubblicata poi nel 1921, divenne docente in diverse scuole italiane, compresa la stessa Università di Bologna, e mantenne tali incarichi fino al 1926 quando, anche in vista della possibile collaborazione con numerose case editrici, si trasferì a Milano cogliendo l'occasione di un concorso, poi vinto, a titolare della cattedra di italiano e latino presso il Liceo Ginnasio Giuseppe Parini.
Fu autore di numerose pubblicazioni edite da Arnoldo Mondadori Editore (Il più bel fior ne colse - Maestri e Poeti della letteratura italiana - Scrittori nostri - Opere e sogni - Letteratura italiana in 3 volumi - La parola e la vita - Le tre corone - Gli scritti di San Francesco e i Fioretti, ecc.), da Vallardi (La letteratura d'Italia in 7 volumi), da Ceschina (Il Parini e Brera), da Marzocco (Pagine amiche), da Paravia, Signorelli, ecc.
Contemporaneamente tenne ampia collaborazione con periodici e riviste: vanno ricordati, fra gli altri, Emporium, Rassegna bibliografica, Nuova Antologia, La Fiera Letteraria, La Parola e il libro, Lunario delle Muse, La cultura e il libro, Alleanza del libro, La Lettura, Rassegna di cultura, Il Ponte, Quaderni Dannunziani, Osservatorio Politico Letterario, Italia che scrive, Amica, Ausolia, ecc. Come giornalista scrisse sui problemi della scuola nel Corriere della Sera, Corriere d'Informazione, L'Ambrosiano, ecc. e fu critico letterario della Fiera Letteraria.
Considerato fra i grandi esperti di Giovanni Pascoli, partecipò a numerosi convegni di studi, tenne conferenze e curò la pubblicazione delle Prose e Poesie Pascoliane (Mondadori) giungendo fino alla cura e pubblicazione di Lungo la Vita di Giovanni Pascoli (Mondadori), biografia del poeta, scritta in parte dalla sorella Maria che l'iniziò quando "Giovannino" era ancora vivo. Il Vicinelli nel 1943, su incarico di Mondadori, riuscì ad avere il manoscritto da Maria e l'editore l'inviò subito a Torino per la stampa ma tutto andò bruciato a seguito di un bombardamento. Il Vicinelli convinse Maria a una nuova stesura, ma la morte la colse nel 1953: allora con la copiosa documentazione raccolta, il Vicinelli compilò l'intera seconda parte delle Memorie riuscendo ad inserire nel testo anche il carteggio domestico scambiato fra i vari fratelli. Opera unica per valore e importanza storica.
Al Vicinelli - che durante la seconda guerra mondiale subì il carcere per "attività sovversiva"- venne riconosciuta la vasta attività data alla cultura italiana e alla scuola in particolare fino ad ottenere, nel dicembre 1963, la Medaglia d'oro da parte del Presidente della Repubblica Antonio Segni, con la seguente motivazione: 
Riposa al cimitero di Lambrate.